# 行達也
行 達也（ゆき たつや、1968年 - ）は、大阪府出身のラジオパーソナリティ。東京都下北沢にあるカフェ「mona records」店長。また、CDショップ大賞実行委員長もつとめる。

## 過去の出演番組
- ストリーム （TBSラジオ、 - 2009年3月サウンドパティスリーのコーナー担当、不定期）
- Music Storage （TOKYO FM、 - 2009年3月、FM OSAKAとパラオエコパラダイスFMでも時差ネット）
- 暁の自由時間（TOKYO FM、 - 2009年3月）※不定期（月に1回ほど）出演。
- B-JUNK MUSIC VIBRATOR （TBSラジオ、2002年4月 - 2005年3月）
- 全日本 mona records 連盟 （mF247 Podcast、2006年11月 - 2008年8月）
- MichilucaのSmiley Smile （i-Radio、2006年11月 - 2008年10月）